# Paraclytus emili
Paraclytus emili là một loài bọ cánh cứng trong họ Cerambycidae.